# Косарики болотні
Косарики болотяні, Коса́рики боло́тні (Gladiolus palustris) — рідкісна багаторічна рослина родини півникових. Вид занесений до Червоної книги України у статусі «Зникаючий», також має охоронний статус в багатьох європейських країнах та Євросоюзі загалом. Декоративна культура.

## Опис
Трав'яниста рослина 30–60 (рідко до 90) см заввишки. Бульбоцибулина куляста, у верхній частині обгорнута сіткою густих волокон. Стебло прямовисне, тонке, голе, нерозгалужене. Листків 2–3 штуки, вони лінійні, тонко загострені, 8–15 мм завширшки, коротші за стебла. Суцвіття — однобічний негустий колос, що складається з 2–5 квіток. Пелюстки пурпурово-фіолетові, нижні мають білу смугу з темною облямівкою. Оцвітина формує вигнуту воронку. Квітки, що розташовані на кінці суцвіття, розкриваються не повністю і насіння не дають. Плід — обернено-яйцеподібна, довгаста, зверху округла коробочка.
Число хромосом 2n = 60.

## Екологія

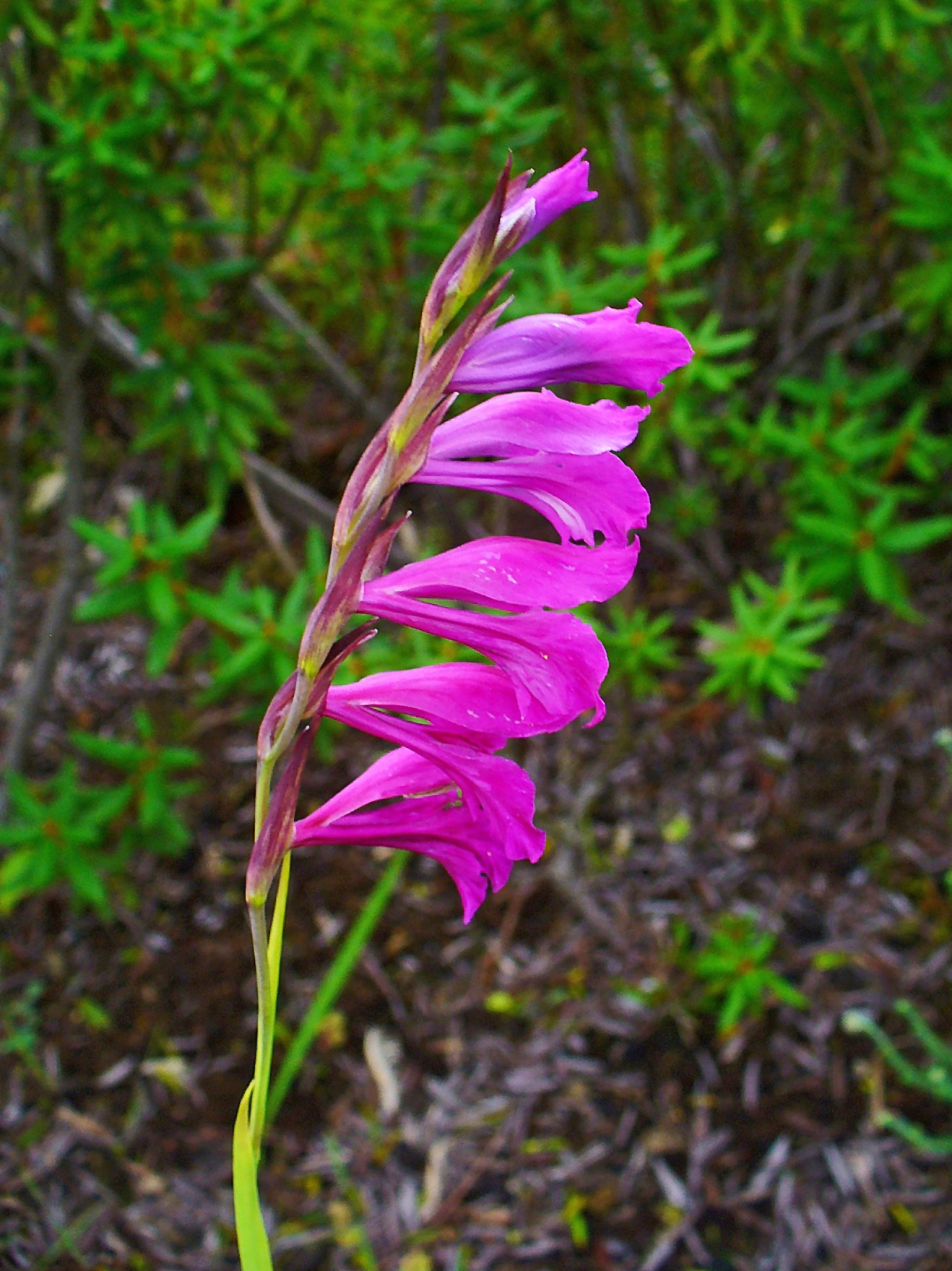
Вигляд суцвіття збоку

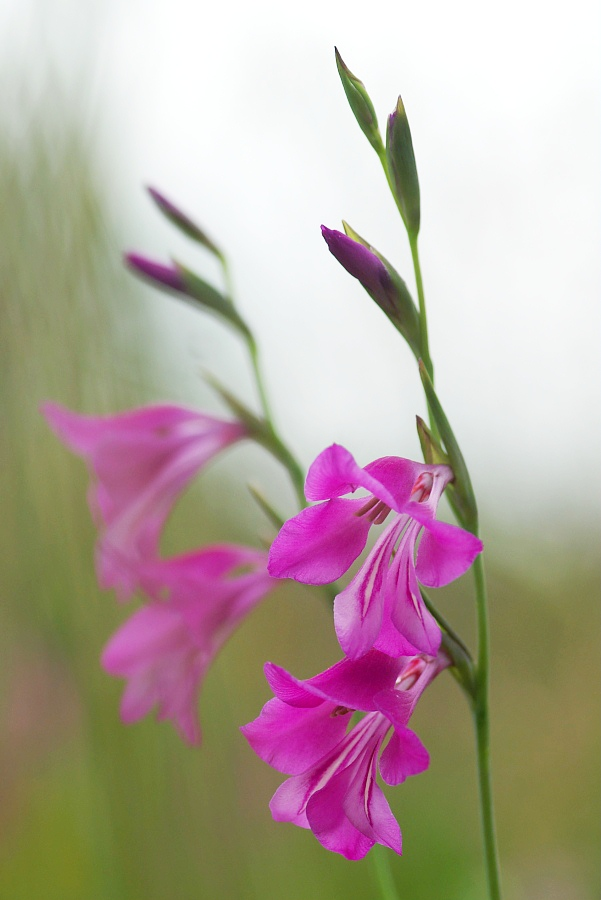
Вигляд квіток спереду

Рослина світло- і вологолюбна, проте добре переносить тимчасову літню посуху. Трапляється на вологих луках, болотах, лісових галявинах, рідше — у соснових і ялинових лісах з вересом у трав'яному покрові. На півдні ареалу зростає в лучних степах, на пісках зі степовою рослинністю, у дубових лісах. Віддає перевагу помірно гумусованим, багатим на вапно ґрунтам. Максимальна висота, на якій поширені косарики болотні в Альпах, — 1200–1500 м над рівнем моря, в передгір'ях Карпат — 100–300 м.
Квітне у травні-липні. Плодить у серпні-вересні. Розмножується бульбоцибулинами і насінням. Квіти запилюються джмелями.

## Поширення
Батьківщина косариків болотних — Центральна Європа, де вони поширені на сході Франції, на півдні та сході Німеччини, у Швейцарії, Чехії, Словаччині, Угорщині, Румунії, Австрії, балканських країнах, материковій частині Греції та на півночі Італії. Окремі популяції трапляються в Польщі і Болгарії. Стан раніше описаних популяцій в Литві, Білорусі, Росії невідомий, ймовірно, в цих країнах вид зник.
В Україні зростають в таких регіонах як Закарпаття, Передкарпаття і Полісся. Через ці місцевості проходить східна межа ареалу.

## Значення і статус виду
По всьому ареалу спостерігається скорочення чисельності через збирання квітів, сінокоси, меліоративні роботи, що призводять до осушення боліт і заплавних луків. В минулому знищенню рослин сприяло збирання бульбоцибулин, які вважалися талісманом. Внаслідок цього косарики болотні стали рідкісними у багатьох країнах, зокрема вони занесені до Червоних книг Литви, Німеччини, Росії, Австрії, Швейцарії, Червоних списків Польщі і Міжнародного союзу охорони природи. Крім того, рослина занесена до додатка Оселищної директиви — документу Євросоюзу, спрямованого на захист особливо уразливих видів та їх природних осередків. У більшості країн стан популяцій характеризується як загрозливий, повільне зростання чисельності спостерігається в Німеччині, Угорщині і Польщі.
В Україні усі описані популяції знаходяться поза межами природоохоронних територій. Цим зумовлене і скорочення чисельності, і погана дослідженість виду загалом. Для збереження цієї рослини потрібно виявити усі місця зростання і взяти їх під охорону, також дієві стандартні охоронні засоби: заборона на зміну середовища, збирання квітів, перенесення до приватних колекцій, регламентація меліоративних робіт, регулювання часу сінокосу.
Косарики болотні цінуються за яскраві і витончені квіти, їх зрідка культивують аматори декоративного садівництва.

## Синоніми
- Gladiolus boucheanus Schltdl.
- Gladiolus felicis Z.Mirek
- Gladiolus imbricatus subsp. parviflorus K.Richt.
- Gladiolus parviflorus Berdau
- Gladiolus pratensis A.Dietr.
- Gladiolus triphyllus Bertol.[2 3]